# The Girl Next Door (2004)
The Girl Next Door is een film uit 2004 onder regie van Luke Greenfield.

## Verhaal
Matthew Kidman (Emile Hirsh) is een erg carrièregerichte middelbareschoolleerling die erop gebrand is later een loopbaan in de politiek te krijgen. Hij is alleen zo correct en carrièregericht met school bezig geweest dat hij tijdens zijn laatste schooljaar geen enkel opmerkelijk verhaal kan bedenken dat hij de voorbije jaren heeft meegemaakt. Dat alles verandert wanneer de beeldschone Danielle (Elisha Cuthbert), het nichtje van de buren, een tijd op hun huis komt passen.
Hoewel Kidman in eerste instantie Danielle alleen begluurt vanuit zijn raam en in stilte naar haar smacht, betrapt zij hem en komt ze kennismaken. De twee raken vervolgens zo goed bevriend dat er een romance volgt. Dit verhoogt Kidmans status bij de populaire kliek van zijn school enorm. Wanneer alles goed blijkt te gaan komt zijn vriend Eli (Chris Marquette) met het schokkende verhaal dat Danielle te zien is in pornofilms, waarvan hij het bewijs bij zich heeft. Hierop weet Kidman totaal niet meer hoe hij zich rond Danielle moet gedragen.
Na vele ruzies/misverstanden gaat Danielle uiteindelijk weg, naar een belangrijke show in Las Vegas om zichzelf te promoten maar Matthew gaat haar achterna en probeert haar over te halen om terug te komen. Uiteindelijk besluit Danielle terug te gaan, een actie waardoor de woede van haar "baas" aanwakkert. Matthew moet hem een grote som geld betalen, als hij dat niet doet dan krijgt hij enorme problemen met hem. Maar hij moet tegelijkertijd ook nog rekening houden met zijn vervolgopleiding (door middel van een inspirerende toespraak voor een belangrijke beurs) en zijn relatie met Danielle in stand houden.

## Trivia
Actrice Sunny Leone heeft een cameo rol gespeeld in de The Girl Next Door.

## Rolverdeling
| Acteur           | Personage      |
| ---------------- | -------------- |
| Emile Hirsch     | Matthew Kidman |
| Elisha Cuthbert  | Danielle       |
| Timothy Olyphant | Kelly          |
| Chris Marquette  | Eli            |
| Paul Dano        | Klitz          |
| James Remar      | Hugo Posh      |
| Timothy Bottoms  | Meneer Kidman  |
| Donna Bullock    | Mevrouw Kidman |
| Jacob Young      | Hunter         |
| Amanda Swisten   | April          |
| Sung Hi Lee      | Ferrari        |
| Alonzo Bodden    | Steel          |
| Autumn Reeser    | Jane           |